# Duphornhöhe
Duphornhöhe är en bergstopp i Antarktis. Den ligger i Östantarktis. Nya Zeeland gör anspråk på området. Toppen på Duphornhöhe är 2 128 meter över havet.
Terrängen runt Duphornhöhe är bergig västerut, men österut är den kuperad. Havet är nära Duphornhöhe åt nordost. Duphornhöhe är den högsta punkten i trakten. Trakten är obefolkad. Det finns inga samhällen i närheten.